# Ravenloft: Stone Prophet
Ravenloft: Stone Prophet, informell auch als Ravenloft 2 bezeichnet, ist ein Computer-Rollenspiel und die zweite von SSI veröffentlichte Adaption der Ravenloft-Kampagnenwelt von Dungeons & Dragons. Es wurde wie der Vorgänger Ravenloft: Der Fluch des Grafen von DreamForge Intertainment entwickelt und 1995 für MS-DOS veröffentlicht.

## Handlung
Stone Prophet ist inhaltlich keine direkte Fortsetzung zum Vorgänger Der Fluch des Grafen, sondern versetzt den Spieler in das ägyptisch angehauchte Szenario der Wüste Har'Akir. Auslöser ist ein Auftrag Lord Dhelts, eine mysteriöse Feuerwand zu untersuchen, der die Abenteurergruppe in das Wüsteneiland versetzt. Die Bewohner der Wüste werden von den Mumien des letzten Pharaos Anhktepot und seines Hohepriesters Hierophant terrorisiert, der selbst aufgrund eines Fluchs des Sonnengotts Ra durch eine magische Mauer in seinem ehemaligen Reich eingesperrt wurde und zum Untoten mutierte. Er nutzt nun die Lebensenergie seiner verbliebenen Untertanen, um sich am Leben zu erhalten. Aufgabe des Spielers ist es, diesen Fluch zu brechen und die Bewohner des Landes aus ihrer Not zu befreien. Allerdings kann der Spieler den Gegner im Endkampf nicht bezwingen, das Spiel endet an diesem Punkt unvollständig mit einem strategischen Rückzug.

## Spielprinzip
Das Gameplay des Vorgängers wurde ohne große Veränderungen übernommen. Der Spieler beginnt mit einer selbst zusammengestellten, zweiköpfigen Abenteurergruppe, die im Verlauf des Spiels um zwei zusätzliche Begleiter aufgestockt werden kann. Die beiden selbsterstellten Heldenfiguren des Vorgängers können importiert werden. Im Gegensatz zu Der Fluch des Grafen ist das Spiel weniger linear aufgebaut und der Spieler kann das Gebiet nach eigenen Vorstellungen frei erkunden. Obwohl mit einigen Rätselpassagen versehen, ist allerdings auch der zweite Teil eher kampflastig.
Anders als im ersten Teil muss der Spieler für Angriffe nicht mehr die Angriffsbuttons der Gruppenmitglieder einzeln auswählen, sondern wählt lediglich den anzugreifenden Gegner aus. Die Zauberauswahl wurde um einige Szenario-spezifische Sprüche ergänzt, zudem existieren Teleportersteine zum schnelleren Vorankommen in der Spielwelt. Die im Vorgänger noch problematische Anwendung von Zaubern während des Kampfes wurde dadurch vereinfacht, dass beim Aufruf des Auswahlmenüs für Zauber das Spiel kurzzeitig pausiert.

## Entwicklung

Ravenloft-Logo

Stone Prophet nutzt dieselbe Engine wie bereits der Vorgänger, die grafisch überarbeitet und um zusätzliche Fähigkeiten wie Fliegen und Levitation erweitert wurde. Die Benutzeroberfläche und die Kämpfe wurden gestrafft, die Auswahl und die Hintergründe der Begleitcharaktere überarbeitet. Ansonsten entsprachen die Funktionen weitgehend der CD-ROM-Fassung des Vorgängers, einschließlich Sprachausgabe.

## Rezeption
| Publikation    | Wertung |
| -------------- | ------- |
| PC Games       | 75 %    |
| PC Player      | 69 %    |
| Power Play     | 83 %    |
| Joystick (FRA) | 82 %    |
| PC Gamer (US)  | 79 %    |

Tester Volker Weitz von der Power Play lobte Stone Prophet als „ausgereiftes Produkt“, das die Probleme des Vorgängers Der Fluch des Grafen und des technisch gleichen Titels Menzoberranzan behoben habe. Er hob insbesondere die verbesserte Grafik, den Sound, die weniger klickintensive Benutzerführung und das unverbrauchte Szenario hervor.
Testerin Scorpia vom US-amerikanischen Spielemagazin Computer Gaming World kritisierte neben dem unbefriedigenden Ende einige technische Probleme, die das Lösen des Spiels erschwerten, sowie einige umständliche Rätsel. Dennoch sei das Spiel ein deutlicher Fortschritt im Vergleich zu den enttäuschenden AD&D-Veröffentlichungen Dark Sun: Wake of the Ravager und Menzoberranzan. Besonders hob sie das verbesserte Magiesystem und die freie Erkundung der Spielwelt hervor.
Diese Ansicht übernahmen die GameSpot-Autoren Andrew Park und Elliott Chin für ihre AD&D-Computerspiel-Retrospektive. Auch gemäß ihrem Urteil sei The Stone Prophet nicht so gut wie der Vorgänger gewesen, jedoch deutlich besser als die zuvor von SSIs veröffentlichten Dark Sun: Wake of the Ravager und Al-Qadim: The Genie’s Curse. Obwohl das Spiel laut Allen Rausch (GameSpy) in den meisten Punkten gut und unterhaltsam sei, leide es unter einem enttäuschenden Ende. Dennoch bezeichnete er es als „empfehlenswerte Arbeit von SSI und DreamForge“. Ähnlich wie beim Vorgänger blieb dem Spiel der große finanzielle und Kritikererfolg versagt.